# Erich Wasmann
Erich Wasmann (29. května 1859 Merano – 27. února 1931 Valkenburg) byl členem jezuitského řádu a myrmekolog, který se zabýval především studiem myrmekofilů a sociálními vztahy mravenců a termitů. Byl zastáncem evoluční teorie, kterou však interpretoval ve shodě se svou náboženskou vírou. Známý je jeho spor s Ernstem Haeckelem, který byl zastáncem monismu.

## Životopis
Erich Wasmann se narodil 29. května 1859 v Meranu v jižním Tyrolsku. Jeho rodiče byli konvertité z protestantismu na katolickou víru, kteří byli velmi nábožensky založení. Oba pocházeli z Hamburku a Erichův otec byl známý malíř Rudolph Friedrich Wasmann. Erich odmala chytal a pozoroval hmyz, zejména brouky, proto od spolužáků dostal přezdívku Carabus. Matka chtěla mít z Ericha kněze, proto ho dala na studia do jezuitské školy Stella Matutina ve Feldkirchu v Rakousku, ale už v 16 letech přestoupil do školy v Exatenu u města Baexem v Holandsku. Jezuité podporovali Ericha ve studiu přírodních věd. V roce 1888 byl vysvěcen na kněze a po celý svůj život se snažil spojovat biologii s vírou. Kvůli svému slabému zdraví – trpěl plicní chorobou – neodcestoval do misie, ale stal se redaktorem jezuitského časopisu Stimmen aus Maria-Laach, což mu umožnilo věnovat se vědecké práci. V roce 1890 studoval v Praze, poté se přesunul do Vídně. Roku 1899 se redakce časopisu Stimmen aus Maria-Laach přesunula do Limpertsbergu ve městě Lucemburk. V roce 1911 se přestěhoval do Valkenburgu v provincii Limburg v jižním Holandsku, kde žil až do své smrti. Erich Wasmann zemřel 27. února 1931 zcela vyčerpán svojí prací, ale i spory se svými oponenty. Tělo bylo pohřbeno ráno 2. března 1931 na hřbitově jezuitského kláštera ve Valkenburgu.

## Vědecké dílo
Erich Wasmann se věnoval především studiu mravenců a termitů. Jeho vášní se staly mravenčí hosté tzv. myrmekofilové, dá se říci, že fenomén mravenčích hostů de facto objevil. Mnoho mravenčích hostů sám popsal. Byl také evolucionista a přispěl k debatě o psychologii živočichů.

### Studium mravenců a jejich hostů
V době studií se ještě zabýval svými oblíbenými brouky, což dokládá jeho první práce Der Trichterwickler pojednávajcí o zobonoskovitých, ale po recenzi knihy Lubbockovy knihy Ants, Bees and Wasps se po prostudování tématu (aby recenze mohla být fundovaná), začal věnovat studiu sociálního hmyzu. Broukům se pak věnoval jen v rámci myrmekofilních druhů. První práce týkajcích se mravenců byl populární článek Aus dem Leben einer Ameise, který vyšel v roce 1886 v jeho domovském časopise Stimmen aus Maria-Laach. V letech 1896-1898 se zabýval téměř výhradně mravenci a jejich hosty, přičemž popsal celý jev a celkové působení mravenčích hostů na kolonie mravenců. V této době intenzivně spolupracuje mimo jiné i s Forelem. Protože jezuité měli mnoho misií v různých částech světa, zasílali mu misionáři mnoho nových myrmekofilních druhů hmyzu (zejména z Barmy, Brazílie, Madagaskaru, Jávy či z Jižní Afriky), které Wasmann popisoval. Celkem popsal 933 nových myrmekofilních druhů hmyzu.
Při pobytu v Exatenu začal zkoumat kolonie mravenců druhu Formica sanguinea, ve kterých nacházel myrmekofilní brouky Lomechusa strumosa. V koloniích uvedeného druhu mravenců, ve kterém objevoval Lomechusy, se nacházeli tzv. pseudogynní jedinci, neplodní a nepracující jedinci, přechodné formy mezi dělnicí a královnou. Wasmann si myslel, že brouci druhu Lomechusa jsou pro mravenčí dělnice natolik atraktivní, že začnou zanedbávat svá vlastní vajíčka a následně vznikne pseudogyn. Při pobytu v Lucembursku se poté věnoval otrokářským mravencům ve vyšších nadmořských výškách. Wasmann zavedl dělení myrmekofilního hmyzu na tři kategorie. Symfilové jsou takový hosté, ke kterým se mravenci chovají jako ke členům kolonie, jsou přenášeni, krmeni a ochraňováni, často se živí larvmi mravenců. Synekenti jsou v hnízdě nebo okolí hnízda ignorováni, jsou to malí rychlí nebo naopak pomalí a neohrabaní mrchožrouti s neutrálním zápachem. Synechtři, kteří jsou vyháněni a napadáni, jsou naopak spíše rychlí lovci případně kleptoparaziti. V poslední době se od tohoto dělení kvůli větší rozmanitosti vztahů k hostitelskému druhu částečně ustupuje.
Erich Wasmann celkově publikoval 435 entomologických publikací.

### Studium psychlogie živočichů a evolucionismu
V roce 1884, kdy Wasmann vydal svou práci Trichterwickler, byl ještě odpůrcem Darwina. Avšak mezi vydáním této knihy a začátkem jeho hlubšího výzkumu mravenců svůj postoj pomalu změnil. Stalo se tak v průběhu jeho studia v Praze, především díky jeho bádání o broucích druhu Dinarda. Tito brouci žijí jako mravenčí hosté a vykazují značnou geografickou rozrůzněnost, což Wasmann považoval za adaptivní přizpůsobní pocházejcí od společného předka. Wasmann se dále zabýval především studiem brouků rodu Lomechusa, kteří žijí v hnízdech mravenců rodu Formica a Myrmica. Mravenci přijímají tyto brouky do hnízda a starají se o jejich larvy jako o vlastní. Lomechusa je však masožravec a živí se larvami mravenců. Na základě této sociální intrakce Wasmann založil svou evoluční teorii. Tuto teorii nazval v roce 1901 jako „přátelský výběr“. Tvrdil, že předkové těchto brouků byli příležitostnými lovci mravenců, mravence lákali na zvláštní výpotky, proto mravenci nebyli vůči těmto broukům nepřátelští a dovolili jim pohybovat se v hnízdě, dokonce si vybírali brouky s nejlepším výpotkem, tak jako to dělá člověk se zvířaty a rostlinami. Tuto svou teorii postavil proti přírodnímu výběru a tvrdil, že přírodní výběr nemůže vysvětlit toto chování mravenců. Přírodní výběr by tyto brouky eliminoval a nenechal by mravence starat se o ně (brouci při velkém výskytu v mraveništi omezují rozvoj mravenčí kolonie). Wasmann tvrdil, že přírodní výběr hraje v evoluci jen podřadnou roli. Přírodní výběr jen eliminuje neschopné jedince, ale nemůže přínést žádnou inovaci.
Zároveň se zabýval i psychologií živočichů, kterou opět studoval na mravencích a myrmekofilním hmyzu. Tvrdil, že společenství mravenců je spíše souborem instinktů než materiálním výtvorem. V rámci svých instinktů jsou schopni si mravenci vybírat společníky, což je podstatou jejich společenství. O mravencích neuvažoval jako o inteligentních tvorech, zároveň je nepovažoval ani za mechanické stroje, spíše je považoval za reflexní stroje, jak dokazují jeho pokusy o ochočení mravenců. Jeho názory vyvolávaly velké emoce mezi darwinisty, známý je jeho spor s čelným představitelem monismu Ernstem Haeckelem.
Wasmann byl celý život zastáncem evoluce, ale snažil se ji skloubit se svoji vírou. Darwinisté mu vyčítali, že svou naukou chce odvést lidi od pravé evoluce, zároveň byl napadán i některými představiteli církve.

### Pocty a zajímavosti
Wasmann během života získal mnoho poct a titulů. V roce 1921 získal doktorát z univerzity ve Freiburgu (fil. nat. honoris causa). Byl členem mnoha entomologických společnosti v Anglii, Belgii, Španělsku, Německu či v Brazílii. Jsou po něm pojmenovány tzv. Wasmannovy mimikry, což je přizpůsobení těla živočicha napodobující tvar těla sociálního hmyzu, u kterého dotyčný živočich žije. Po Wasmannovi jsou také pojmenovány tzv. Wasmannovské žlázy, což jsou žlázy u brouka Claviger testaceus, který vylučuje mrtvolné látky napodobující kořist mravenců.

#### Historie Wasmannovy sbírky
Wasmann vytvořil sbírku, která obsahuje asi 2000 termitů a 1000 mravenců. Sbírka dále obsahuje na 2000 hostů mravenců a termitů. Jsou mezi nimi hlavně brouci, ale obsahuje i roztoče či motýli. Po Wasmannově smrti sbírka zůstala v jezuitském klášteře ve Valkenburgu, stala se součásti tzv. „Museum Wasmannianum“. V roce 1941 byla sbírka zapůjčena do Přírodovědného muzea v Maastrichtu. V roce 1942 byl klášter ve Valkenburgu zrušen a byla zde založena škola SS-Reichsschule (vychovávala holandské chlapce pro služby v rámci Velké germánské říše). Když se Reichsführer Heinrich Himmler dozvěděl o sbírce, nechal ji převést do Berlína, kde byla uložena v bunkru Entomologického ústavu. V roce 1944 byl Masstricht dobyt 9. americkou armádou, ve které sloužil i major John Wendell Bailey, v civilu profesor na univerzitě v Richmondu. Bailey se chtěl na sbírku podívat, a když zjistil že ji Němci odvezli do Berlína, chtěl ji získat zpátky. Entomologický ústav v Berlíně však spadal pod správu Rudé armády, traduje se, že při vyjednávání o vrácení sbírky zpět do Masstrichtu musel Bailey Rusy přesvědčovat alkoholem. Sbírka se vrátila do Maastrichtu 29. září 1945. Roku 1964 byla sbírka zakoupena městem Maastricht a je stále uložena v Přírodovědeckém muzeu v Maastrichtu.

#### Wasmann v Čechách
V roce 1890 Wasmann studoval tři semestry na pražské německé univerzitě. I v Praze se zajímal o mravence a jejich hosty. Známé jsou jeho návštěvy lokality Zvolská homole, kde spolu s pražskými entomology sbíral myrmekofilní drabčíky Zyras plicatus a Zyras confragrosus. Traduje se, že při nálezu uvedených vzácných drabčíků Wasmann poklekl a začal se modlit pod mohutným smrkem. Tento více než 200 let starý smrk byl v roce 1983 vyhlášen jako památný v roce 2003 ho však vyvrátila vichřice. Během pobytu na německé univerzitě v Praze navštěvoval i jiné lokality, například v květnu roku 1891 navštívil Bohosudov, kde objevil kolonii mravenců druhu Polyergus rufescens, a nebo dne 16. srpna 1890 v 15 hodin spolu s Ottokarem Nickerlem mladším našel u Velké Černoci mravence druhu Polyergus rufescens na loupeživé výpravě.